# Andrew Jackson Downing
Andrew Jackson Downing (31. října 1815 – 28. července 1852) byl americký zahradní architekt, zahradník a spisovatel, prominentní obhájce architektury novogotického stylu ve Spojených státech a editor časopisu The Horticulturist (1846–1852). Mnoho osobností nazývá Downinga "otcem americké krajinářské architektury", ačkoli někteří jiní míní, že tento titul náleží právem Fredericku Law Olmstedovi.

## Mladá léta
Downing se narodil v Poughkeepsie, New Yorku, v USA, rodičům Samuelu Downingovi (školkař a kolář) a Becky Crandallové. Po ukončení školní docházky v 16. letech, pracoval v otcově školce v Poughkeepsie (město) a postupně se začal zajímat o zahradní architekturu a také architekturu vůbec. Začal psát o botanice a zahradní architektuře a vzdělával se důkladně v těchto předmětech.

## Profesní kariéra

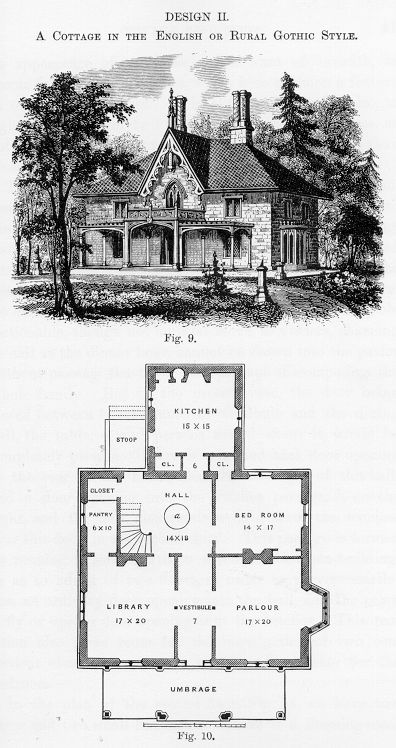
Anglický nebo venkovský pseudogotický styl, Venkovská rezidence, 1842

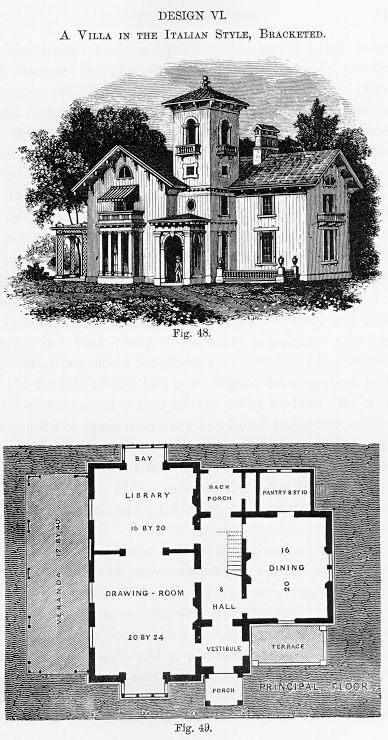
Italský styl, Venkovská rezidence, 1842.

Jeho oficiální kariéra začala, když začal psát články pro různé noviny a zahradnické časopisy v roce 1830. Jeho první kniha ,A Treatise on the Theory and Practice of Landscape Gardening, Adapted to North America (1841) sklidila velký úspěch, byla to první kniha tohoto druhu publikovaná ve Spojených státech.
V roce 1842 spolupracoval s Downingem Alexander Jackson Davis na knize Cottage Residences, velmi významném vzorníku architektury domů, v kterém se mísila romantika s architekturou anglického venkova. Práce byla odvozena z velké části ze spisů Johna Claudiuse Loudona Kniha byla velmi rozšířená a konzultovaná, způsobila, že se hodně rozšířily bohatě zdobené pseudogotické a romantické rustikální stavby („Carpenter Gothic“ a „Hudson River Bracketed architectural style“) mezi viktoriánskými staviteli v komerční i privátní sféře.
Se svým bratrem Charlesem Downingem, který byl pomologem, napsal Fruits and Fruit Trees of America (Ovoce a ovocné stromy Ameriky) (1845), dlouhou standardní práci. V na začátku poloviny 19. století, Downing nazývá odrůdu "Jonathan's Fine Winter" jablko "Imperial of Keepers", což vedlo k přejmenování odrůdy na York Imperial Po tomto rozsáhlém pomologickém díle následovala práce The Architecture of Country Houses (1850), což je další vlivný vzorníku venkovských domů.
Podle pověsti z poloviny devatenáctého století byl jedinečnou populární osobností a svým způsobem celebrita své doby. Byl přítelem Luthera Tuckera – vydavatele a tiskaře v Albany, New York – který editoval Downingův deník "The Horticulturist" a "Journal of Rural Art and Rural Taste" které byly poprvé publikovány Downingem v létě roku 1846. Downing zůstal redaktorem tohoto časopisu až do své smrti v roce 1852. Časopisem nejčastěji ovlivňoval společnost a odbornou veřejnost v oboru zahradnictví, ovocnářství, botanika, entomologie, venkovské architektury a zahradní architektury. V tomto časopise Downing poprvé prosazoval New York Park, který se časem stal Central Parkem. V této publikaci Downing také prosazoval státní zemědělské školy. Downing zde ovlivňovat vkus čtenáře, pokud jde o architekturu, design krajiny, a dokonce různé morální otázky.
V roce 1850, když Downing cestoval po Evropě, povšiml si výstavy krajinářských akvarelů Calverta Vauxe. Vyzval Vauxe k emigraci do Spojených států a otevřel prosperující praxe v Newburgh. Frederick Clarke Withers (1828–1901) nastoupil do firmy během druhého roku provozu. Downing a Vaux spolu pracovali dva roky a během těch dvou let udělal Vauxe partnerem. Společně navrhli mnoho významných projektů, včetně úprav pozemků v Bílém domě a u Smithsonian Institution ve Washingtonu. Vauxova práce na Smithsonian Institution jej inspirovala k článku pro The Horticulturist, ve kterém vyjádřil svůj názor, že je čas, aby vláda uznala a podporovala umění.
V roce 1846 Smithsonian Institution zahájil činnost. Jamese Renwicka normanský styl budovy podnítil k úpravě promenády v souladu s romantickým charakterem budovy. Prezident Millard Fillmore pověřil Downinga vytvořením plánu krajinářských úprav.
Downingův plán byl radikálním odklonem od geometrického, klasického stylu P.Ch. L'Enfanta. Místo jediné "Grand Avenue" Downing navrhl čtyři samostatné parky propojené zproháýbanými chodníky cestami, osazené stromy různých typů. Jeho cílem bylo vytvořit národní park, který bude sloužit jako model pro národ, jako vlivný příklad "přirozeného stylu zahradní architektury " a jako "veřejné muzeum živých stromů a keřů".
President Fillmore schválil dvě třetiny Downingova plánu v roce 1851, ale Kongres zjistil, že je příliš drahý a uvolnil dostatek finančních prostředků pouze na rozvoj oblasti kolem Smithsonianské institutu. V roce 1853 kongres nakonec zastavil všechny platby, takže plán nebyl nikdy úplně dokončen.

## Downingova filozofie
- Hrdost obyvatel v jejich zemi je spojena s hrdostí na jejich domov. Pokud mohou ozdobit a budovat své domovy, symbolizuje to hodnoty v které doufají, jako je prosperita, vzdělání a vlastenectví, budou šťastnějšími lidmi a lepšími občany.
- "Dobrý dům povede k dobrému civilizaci. "
- "Vlastní domov má pro člověka velkou hodnotu."
- "Ve venkovském domě se rodí morální vliv."
- Dobrý domov bude podporovat své obyvatele k vedení morálního života.

## Vliv na architekturu
Downingem projektované stavby byly většinou samostatné rodinné domy postavené ve venkovském pseudogotickém a italském stylu. Věřil, že každý Američan si zaslouží dobrý domov, navrhoval domovy pro tři typy obyvatel: vily pro bohaté, chaty pro pracující a statky pro zemědělce.
Downing věřil, že architektura a výtvarné umění může ovlivnit morálku vlastníků, a zlepšením vnějšího vzhledu domu by pomohlo "zlepšit" všechny ty, kteří mají kontakt s domem. Obecným zájmem Ameriky bylo těžil z dobrého vkusu a krásné architektury, napsal. Viděl, že rodinný dům se stává místem pro mravní výchovu a zaměření střední třídy Ameriky na hledání smyslu života.
Také zastával názor, že venkovská rezidence by měla zapadat do okolní krajiny a ladit s jeho přirozeným prostředím. Downing věřil, že architektura by měla být funkční a že obydlí by mělo být jak krásné, tak funkční. Na počátku jeho knihy o architektuře venkovských domů je dlouhá esej o skutečném významu architektury. Psal, že i ty nejjednodušší formy architektury by měla být výrazem krásy, ale design by nikdy neměla zanedbávat užitek pro krásu. Považoval zahradní architekturu a architekturu za umění.
Prostřednictvím svých návrhů, se zasloužil o popularizaci verand. Viděl verandu jako propojení mezi domem a okolní přírodou. Stavba verandy byla snazší díky pokroku v metodách staveb, a tyto dva faktory společně vedly k časté výstavbě verandy u domů té doby. Downing věřil, že interakce s přírodou má léčivý účinek na lidstvo a chtěl, aby všichni se lidé mohli radovat z přírody.

## Smrt při explozi
Downing podle dostupných informací zemřel 28. července 1852, při nejhorší explozi kolesového parníku v dějinách. Zahynul na řece Hudson, kde se zúčastnil plavby parníkem s manželkou, širší rodinou a spolu s dalšími 80 jiným osobami, jižně od Yonkers, nedaleko New Yorku.
Při vysoké rychlosti plavby parníku Henry Clay a neobvyklém tlaku páry ve stroji došlo od do ruda rozžhaveného kotle k požáru a parník explodoval. Plameny se rychle rozšířily po celém dřevěném plavidle. Parník byl pod vedením zkušeného kapitána. Podle všeho se posádka parníku "Henry Clay" účastnila závodu, bez vědomí cestujících, s konkurenční lodí jménem "Arménie". Ačkoliv údajně majitelé obou parníků uzavřeli již dříve dohodu, že nebudou spolu pořádat takové soutěže, protože došlo již dříve k mnoha tragickým nehodám na plavidlech "Swallow", "Rochester", a "Empire", zúčastnila se obě plavidla takového závodu. Kapitán (který přežil tuto tragickou nehodu, opustil loď mezi prvními) údajně během plavby ležel zcela vyčerpán pro otravu jídlem v kajutě a nemohl situaci na lodi kontrolovat. Zatímco "Arménie" musela zastavila u břehu v přístavišti v Bristolu, "Henry Clay" pokračoval vysokou rychlostí dál a začal hořet. Na otázky a protesty pasažérů proti chování posádky kapitán odpovídal "No danger." (Nebezpečí nehrozí.) Podle svědků kapitán po katastrofě pomáhal přeživším u břehu.
Bezprostředně bylo nalezeno 47 těl, některé osoby nebyly nalezeny. Mnoho osob bylo zraněno či zabito přehřátou párou, ohněm nebo troskami. Downing podle některých zdrojů uhořel. Obětí katastrofy, včetně pohřešovaných, bylo 70 osob. Andrew Jackson Downing byl naposledy viděn na horní palubě, když házel dřevěné sedadla těm, kteří byli již ve vodě. Downingovo tělo nebylo nikdy nalezeno nebo bylo nalezeno a nebylo oficiálně poznáno, byly ale po několika dnech nalezeny některé části jeho oděvu a několik ohořelých zbytků. Podle některých informací Downingův společník, Vaux, nalezl nebo viděl jeho tělo na břehu a poznal jej. Podle New York Times bylo Downingovo tělo nalezeno pod jedním z kol parníku, avšak nebylo možné jej identifikovat. Dělníci dokázali zachytit háky některé kusy oblečení osob, které byly zaklesnuty pod zbytky vraku, ale končetiny a části těl nikoliv, ty se trhaly.
Downingova manželka přežila. Ačkoliv se Downingův společník, Vaux, obával o budoucnost své kariéry, cítil se být cizincem v cizí zemi, tak se firma Vaux & Withers (Frederick Clarke Withers, kterého Downing vzal s sebou z Anglie rok po Vauxovi) udržela a o klienty neměla nouzi.

## Dědictví
Po jeho smrti Withers a Vaux převzali Downingovu architektonickou praxi. Po smrti Downinga spisovatel a přítel Nathaniel Parker Willis odkazoval na Downinga jako "naší země jeden z jedinečných příslibů… …mincí krásy chybějících v našich kapsách každý den". Byl to jeden z těch lidí, kteří ovlivnili nejen Vauxe, ale také Fredericka Law Olmsteda. Frederick Law Olmsted and Calvert Vaux Central Park, který prosazoval Downing uskutečnili jako společný projekt. v roce 1860 Olmsted a Vaux navrhli, aby Downingova busta byla umístěna v novém parku jako "vhodné potvrzení dluhu veřejnosti k dílu A.J. Downinga", přičemž je park jedním z přímých výsledků jeho snah. Památka v parku nikdy nebyla postavena, ale památník oslavující Downinga stojí u Smithsonian Institution v hlavní budově Washingtonu, DC. Botanik John Torrey pojmenoval po Downingovi rod Downingia'.
V roce 1889, město Newburgh pověřilo vytvořením parku Olmsteda a Vauxe. Tito přijali zakázku pod podmínkou, že bude pojmenován jejich bývalém učiteli. Park byl otevřen v roce 1897, s názvem Downing Park. Byl jejich poslední společnám dílem.
Jedna z mála dochovaných Downingových staveb je chalupa s bazénem na Springside (Matthew Vassar Estate) v Poughkeepsie (New York). Budovy a zahrady navržené Downingem jsou nyní Národní kulturní památka. Věří se, že Cedarcliff Gatehouse je také navrženo Downingem
Rezidence Brambleworth se nachází v Bedfordu, New Yorku. Byla uvedena v Národním registru historických míst jako součást Woodpile, historické čtvrti v roce 1992.
Další z dochovaných staveb Andrewa Jacksona Downinga, a jeden z nejčasnějších příkladů Downingova stylu v italském viktoriánském stylu, "Robert Dodge Mansion" ještě stojí v Georgetownu, DC, nicméně se výrazně změnil od doby, kdy původně postaven.
Downingova manželka a přátelé rodiny postavili Downingovi památník ve tvaru urny, která byla v jeho domě v Poughkeepsie, New York. Downingova urna je nyní v Enid A. Haupt Glass Garden v Smithsonian Institution.

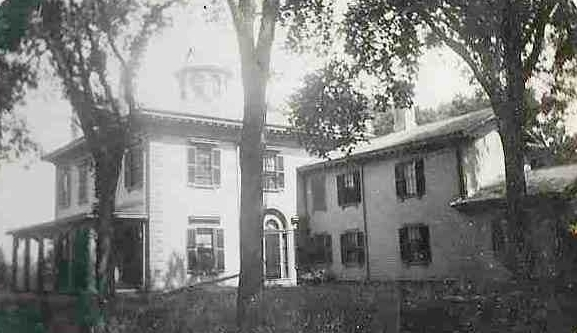
C. Dodge Estate-Front Entry of House-Luther Briggs
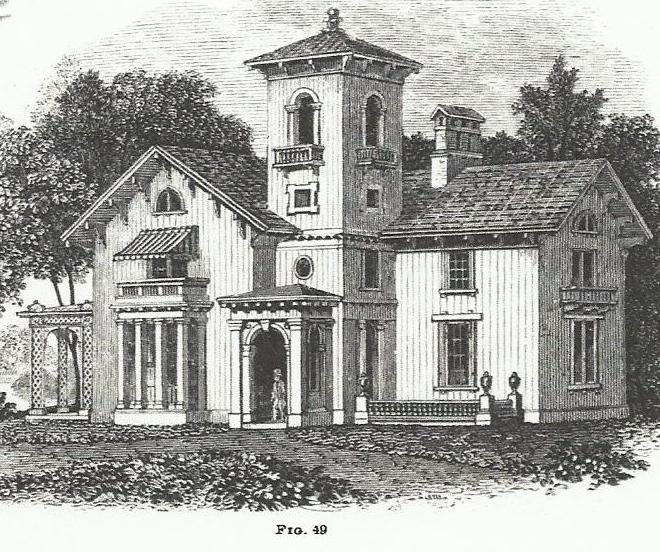
Charles Charles Dodge Estate
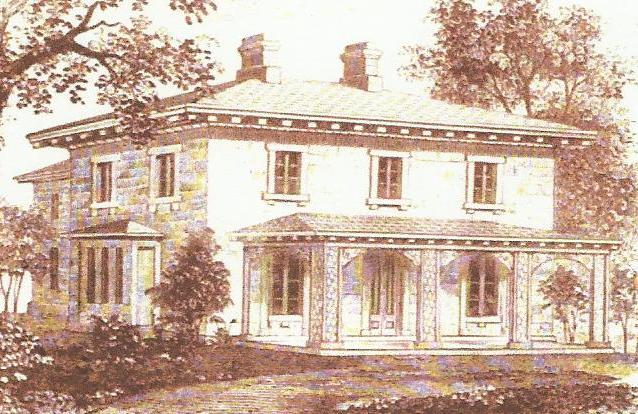
Charles Dodge Estate Italian
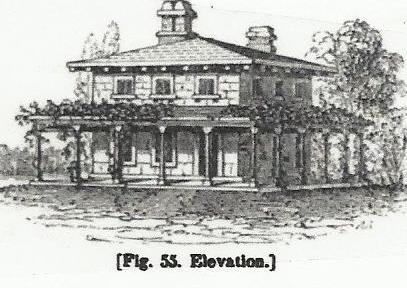
Charles Dodge Estate Mansion
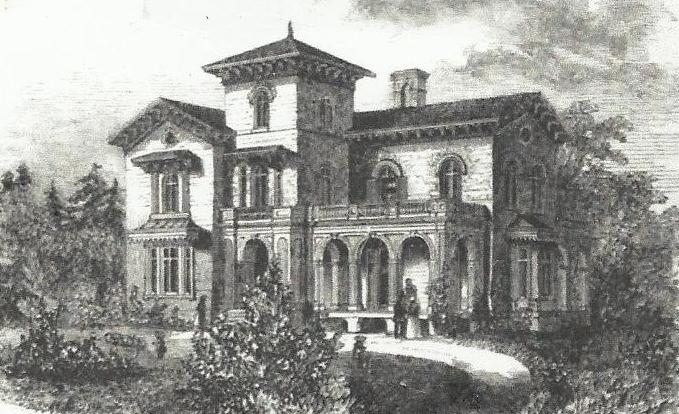
Robert Dodge Mansion
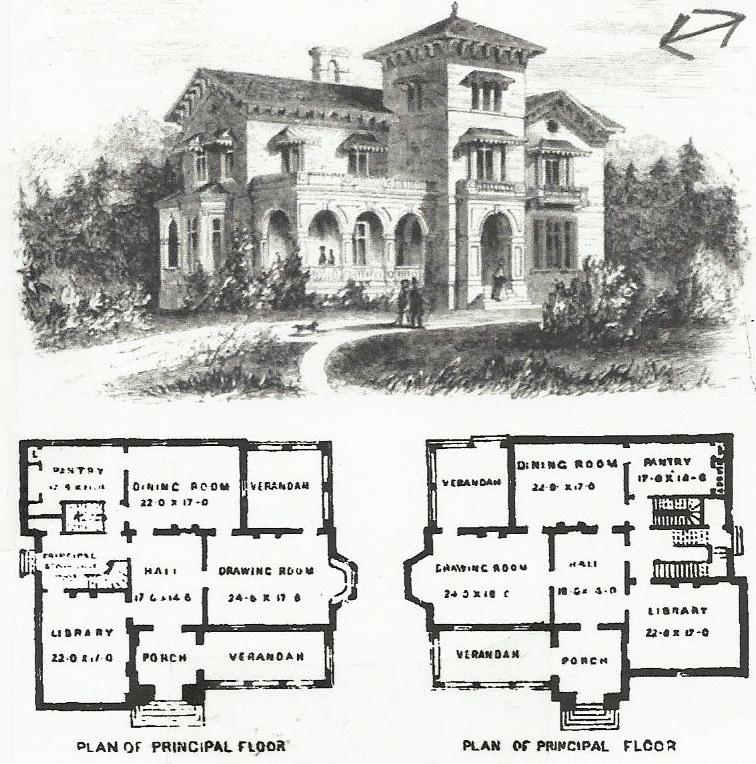
Francis Dodge Mansion
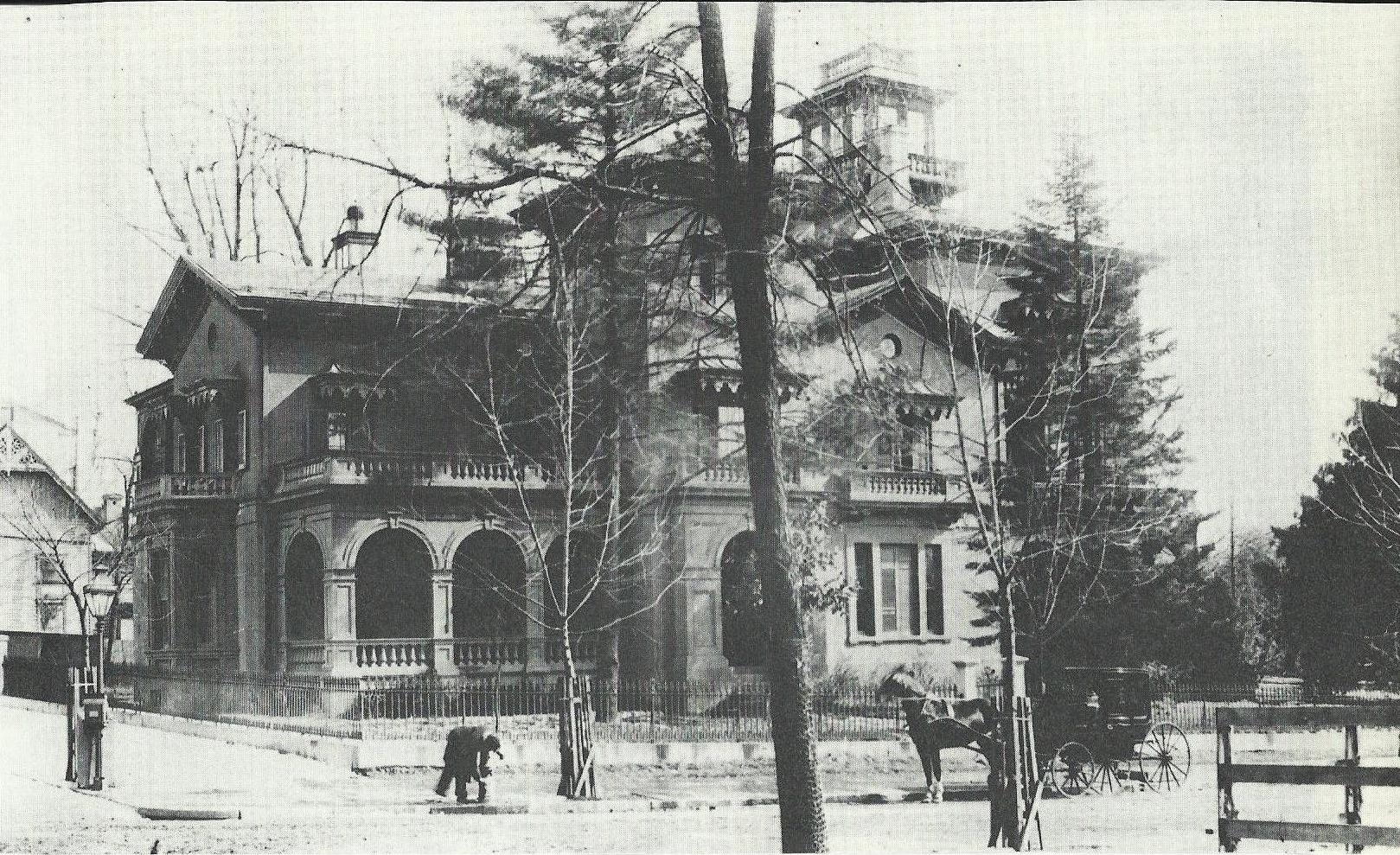
Francis Dodge Mansion

## Některá díla
- A Treatise on the Theory and Practice of Landscape Gardening, Adapted to North America, 1841.[17]
- Cottage Residences: or, A Series of Designs for Rural Cottages and Adapted to North America, 1842; reprinted as Andrew Jackson Downing, Victorian Cottage Residences, Dover Publications, 1981.[18]
- The Architecture of Country Houses: Including Designs for Cottages, and Farm-Houses and Villas, With Remarks on Interiors, Furniture, and the best Modes of Warming and Ventilating, D. Appleton & Company, 1850; reprinted as Andrew Jackson Downing, The Architecture of Country Houses, Dover Publications, 1969.[19]
- On the Moral Influence of Good Houses [online]. Horticulturist, February 1818 [cit. 2010-08-30]. S. 345–47. Dostupné v archivu pořízeném dne 13-09-2010.